# José Serebrier
José Serebrier, né le 3 décembre 1938 à Montevideo, est un chef d'orchestre et compositeur uruguayen. Il est l'un des chefs d’orchestre les plus enregistrés de sa génération.

## Jeunesse et premiers succès
Serebrier est né de parents russes et polonais. À onze ans, il crée l'orchestre de son école. Cet  orchestre est parti en tournée dans tout le pays, et a donné plus d'une centaine de représentations en quatre ans.
Serebrier obtient son diplôme de l'École municipale de musique de Montevideo, à l'âge de quinze ans, après avoir étudié le violon, le solfège et la musique du folklore latino-américain. Par la suite, il a étudié le contrepoint, la fugue, la composition et la direction avec le violoniste et compositeur Guido Santórsola, et le piano avec Sarah Bourdillon Santórsola. 
L'Orchestre National d'Uruguay, connu sous le nom SODRE, ayant annoncé un concours de composition, Serebrier  compose en deux semaines son ouverture de la Légende de Faust. Il  gagne le concours, mais à sa grande déception, il n'est pas autorisé à diriger l’orchestre (il n'avait que quinze ans). La première de son œuvre est confiée au maestro brésilien Eleazar de Carvalho, qui peu après, devient son  professeur d'orchestre à la résidence d’été de l'Orchestre symphonique de Boston à Tanglewood.
Serebrier a reçu une bourse du département d'État des États-Unis pour étudier à l'Institut Curtis, avec Vittorio Giannini. Il  étudie également avec Aaron Copland et Pierre Monteux à Tanglewood,. Sa première symphonie, écrite à l'âge de 17 ans, est créée par Leopold Stokowski en remplacement de la 4e symphonie de Charles Ives que personne ne parvenait à interpréter. L'enregistrement de cette performance de Stokowski a été publié sur CD. Un autre enregistrement de l'œuvre a été publié par Naxos, avec Serebrier et l'Orchestre symphonique de Bournemouth.

## Carrière de compositeur et chef d'orchestre
Serebrier  fait ses débuts à New York, avec l'American Symphony Orchestra au Carnegie Hall en 1965.
À l'époque, la symphonie nº 4 Charles Ives était considérée comme si difficile qu’il fallait trois chefs d’orchestre pour la mener.  Leopold Stokowski, Serebrier et un troisième chef d’orchestre ont donné la représentation de cette façon à sa première en 1965, (presque 50 ans après sa composition). 
Quelques années plus tard Serebrier l'a menée seul. C'est son premier enregistrement et l'une des plus grandes réalisations de l'histoire du label Gramophone.
Serebrier a eu de très nombreux postes de chef d'orchestre, en particulier celui de chef invité de l'Orchestre symphonique d'Adélaïde (Australie) pendant la saison 1982-83. Leopold Stokowski a nommé Serebrier chef associé de l'American Symphony Orchestra, poste qu'il a occupé pendant cinq ans jusqu'à l'invitation de George Szell pour l’Orchestre de Cleveland.
En 1969, Serebrier a épousé la soprano américaine Carole Farley avec  laquelle il a réalisé un certain nombre d'enregistrements.
La Troisième Symphonie de Serebrier et son Fantasia pour cordes font partie de ses œuvres les plus populaires. Son style est énergique, coloré et mélodique.
Une de ses œuvres les plus insolites est  le Passacaglia et Perpetuum Mobile pour accordéon et orchestre de chambre.
Sa musique est publiée principalement par Peermusic New York et Hambourg, et aussi par Peters Edition Universal Edition à Vienne, Hal Leonard, Kalmus, Boosey & Hawkes.
Toutes ses œuvres ont été enregistrées avec divers labels. BIS Records a récemment publié le Concerto pour flûte avec Tango commandé pour la  flûtiste Sharon Bezaly.
Serebrier parcourt le monde avec un certain nombre d'orchestres. Il a fait plusieurs tournées avec l'Orchestre national de Russie, en Amérique du Sud et en Chine. Sa première tournée internationale  avec l'Orchestre Juilliard a visité 17 pays d'Amérique latine. Il a également  fait des tournées avec l'Orchestre symphonique de Pittsburgh, l'Orchestre philharmonique royal, l'Orchestre Philharmonia, le YOA Orchestra of the Americas, le Scottish Chamber Orchestra, entre autres.

## Prix
- Serebrier a été nommé 37 fois aux Grammy Awards et en a remporté 8[8],[9].
- En 1976, il a remporté le Prix Ditson des Chefs d'orchestre pour son engagement au service de la musique américaine.
- Il a remporté le prix des latin Grammy Awards de 2004, meilleur album classique pour sa «Carmen Symphony».
- Les latin Grammy Awards de 2005, l'ont nommé pour la 5e Symphonie d'Alexandre Glazounov.

## Source
- (en) Cet article est partiellement ou en totalité issu de l’article de Wikipédia en anglais intitulé « José Serebrier » (voir la liste des auteurs).